# Гюльшехир
Гюльшехир (тур. Gülşehir) — город в провинции Невшехир Турции. Его население составляет 8,654 человек (2009). Высота над уровнем моря — 918 м.